# Bataille de Yawata
La bataille de Yawata de 1353 durant l'époque Nanboku-chō de l'histoire du Japon se déroule à Yawata près de Kyoto au Japon. Elle est menée en janvier 1353 entre les armées des empereurs du Nord et du Sud du Japon, alors que les loyalistes (Cour du Sud) cherchent à obtenir une base d'opération à l'extérieur de la capitale à partir de laquelle ils pourraient lancer des attaques sur Kyoto où siège la Cour du Nord. L'armée de la Cour du Sud est menée par Moroushi qui sécurise la ville pour les loyalistes ; la ville de Kyoto est assiégée avec succès l'année suivante.

## Source de la traduction
- (en) Cet article est partiellement ou en totalité issu de l’article de Wikipédia en anglais intitulé « Battle of Yawata » (voir la liste des auteurs).